# Piotr Balouïev
Piotr Semionovitch Balouïev (en russe : Пётр Семёнович Балу́ев), né le 21 juin 1857 et mort en 1923, est un général russe qui combattit durant la Première Guerre mondiale avec Armée impériale russe.

## Biographie
Il a étudié à l'école militaire de Kiev. En 1876 il est diplômé de l'école Pavlovsky et rejoint l'artillerie de la forteresse d'Alexandropol. Du 31 octobre 1889 au 20 avril 1892 il devient adjudant du quartier général de l'armée du Don. En août 1914 il rejoint la grande guerre avec le 14e corps d'armée de la 4e armée. En septembre 1914 il est transféré dans la 10e armée. En février 1916 il dirige le groupe d'armée de la 2e armée. Le 9 juillet 1917 il commande la 11e armée. Le 24 juillet 1917 il devient commandant en chef des armées du Front Sud-Ouest.
Le 12 novembre 1917 il se retire et est arrêté par le Comité militaire révolutionnaire du Front. En 1918 il rejoint l'Armée Rouge. En 1919 il devient inspecteur dans l'Inspection militaire supérieure. Il est mort à Moscou en 1923.